# Bible de Vizsoly

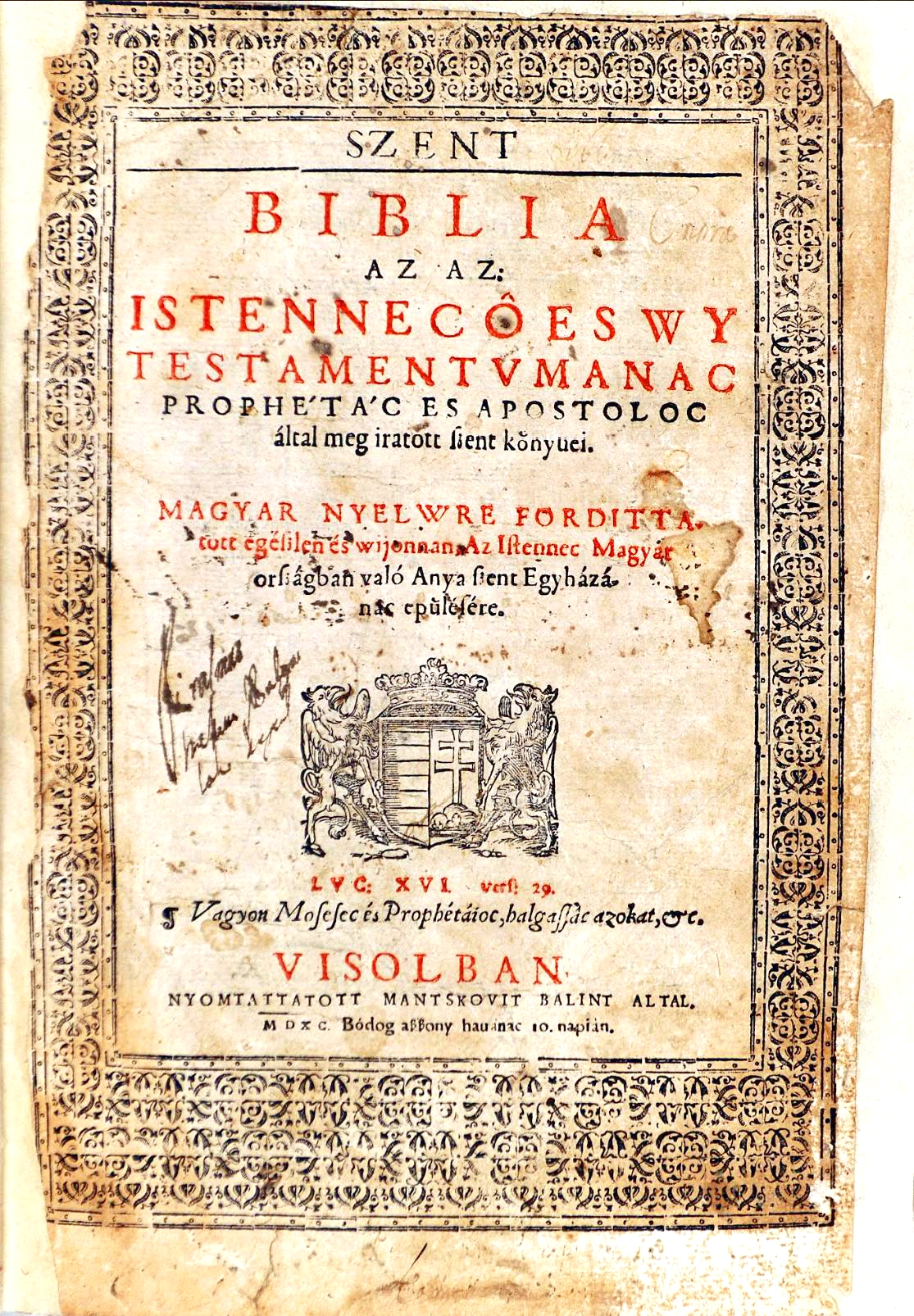
La Bible de Vizsoly (1590).

La Bible Vizsoly, également appelée Bible Károli, est la première Bible imprimée en langue hongroise,. Elle est traduite au XVIe siècle par le pasteur Gáspár Károlyi et ses confrères calvinistes, et imprimée en 1590 par l'éditeur Bálint Mantskovits. Une copie est conservée en permanence dans le village hongrois de Vizsoly, lieu de son impression.

## Histoire
Gáspár Károli, pasteur calviniste de la ville de Gönc, commence sa traduction en 1586 et l'achève trois ans plus tard. Comme il était impossible qu'une seule personne traduise la Bible complète en si peu de temps, d’autres ont dû y travailler également ; l'examen du vocabulaire et des phrases suggère qu'au moins quatre personnes y ont contribué, mais le Nouveau Testament a été traduit par Károli dans son intégralité.
L'impression commence le 28 février 1589 dans l'atelier de Bálint Mantskovits qui déplace sa presse de Galgóc à Vizsoly et importe des caractères des Pays-Bas et du papier de Pologne. Mantskovits est d'origine polonaise et, dans une note, il demande au lecteur de faire abstraction des erreurs qu'il a éventuellement laissées dans le texte. Lorsque l'impression commence, la traduction complète n'est pas encore achevée, c'est pourquoi les manuscrits de Károli furent apportés page par page à Mantskovits par les étudiants de Gönc, parmi lesquels Albert Szenczi Molnár. L'édition reçoit le soutien matériel et financier de Sigismond Rákóczi, alors capitaine de la forteresse d'Eger et de Stephen Báthory (en), juge royal de Hongrie.
Le 3 mars 1589, l'archiduc Ernest d'Autriche et le secrétaire royal Fausto Veranzio accusent Manstkovit d'imprimer des calendriers et autres livres interdits et demandent la confiscation de la presse. Le 26 mars, Sigismond Rákóczi, futur prince de Transylvanie à la succession duquel appartient Vizsoly, nie ces accusations et demande l'autorisation de poursuivre l'impression. Grâce au soutien de Rákóczi et d'autres nobles puissants gagnés à la cause, l'impression s'achève le 20 juillet 1590,. Environ 700 à 800 exemplaires sont alors imprimés.

## Description
Károli nomme ses sources dans l'avant-propos : la Vulgata, la Septante, les traductions et commentaires de François Vatable, Sebastian Münster, Sante Pagnini et Emmanuel Tremellius ; il a également utilisé les textes hébreux et grecs. On ne sait pas dans quelle mesure il a utilisé des traductions hongroises antérieures et incomplètes ; il fait référence à celles de Gáspár Heltai et Péter Melius Juhász, et il utilise la traduction du Psaume 74 d'István Székely.
Le livre compte 2 412 pages, pèse environ 6 kg, et se compose de trois volumes. Le premier volume, pourvu des armoiries de la Hongrie sur sa couverture, comprend les 28 premiers livres de l'Ancien Testament, avec une table des matières et un long avant-propos de Károli adressé aux « seigneurs et nobles héroïques, communautés craignant Dieu, prédicateurs en Hongrie et en Transylvanie » et est daté du 1er janvier 1589. Le deuxième volume comprend les livres restants de l'Ancien Testament, tandis que le troisième volume est le « Nouveau Testament de notre Seigneur Jésus-Christ », comprenant un grand feuillet plié avec la généalogie de Jésus.
Károli a également inclus de courts résumés et commentaires avant chaque chapitre, expliquant certains des versets présentant des parallèles avec des situations bien connues de l'époque. Par exemple, à Ôte tes sandales (Exode 3:5), il ajoute le commentaire suivant : « Tout comme on sait que les Turcs enlèvent leurs bottes lorsqu'ils entrent dans leurs églises ; c'est un signe de respect pour le lieu » ; des aspects de la culture islamique étaient à cette époque bien connus des lecteurs hongrois en raison de la  présence ottomane, lorsque les frontières de l'Empire ottoman s'étendaient jusqu'au comté d'Abaúj. 
Károli est conscient que sa traduction n'est pas sans erreurs, comme il l'écrit dans l'avant-propos : « Je ne doute pas que notre œuvre, une fois connue du public, sera enviée et calomniée. Car de même que le corps est suivi de l'ombre, de même la vertu, c'est-à-dire les bonnes actions, est suivie de l'envie. Et ceux qui sont nés pour calomnier, puisqu'ils sont incapables de faire des actions ou de créer des œuvres semblables à celles des autres, les calomnient s'ils ne peuvent leur faire plus de mal. Mais je ne me soucie pas de l'envie et des calomnies, car comme Dieu et ma bonne conscience en sont mes témoins, je n'ai fait cela que pour la gloire de Dieu et je n'avais en vue que le renforcement de sa maison. »
Il demande à tous les lecteurs chrétiens de ne pas le blâmer pour ses erreurs, mais de les lui signaler, afin qu'il puisse les corriger. Sa mort peu après la première publication l'empêche de réviser sa traduction. En 1608, un ancien étudiant, Albert Szenczi Molnár, publie une édition révisée connue sous le nom de Bible de Hanau.
Seuls 51 exemplaires de la Bible de Vizsoly ont subsisté. Károli en possédait vingt au moment de sa mort. Vingt des cinquante et un exemplaires restants se trouvent en Hongrie, quatorze en Roumanie (Transylvanie), treize en Slovaquie, deux en République tchèque, un en Autriche et un au Danemark.
Le 28 novembre 2003, un exemplaire presque intact est vendu aux enchères à Budapest pour 12 millions de forints (53 571 $ US) bien que les experts aient évalué sa valeur entre 25 et 30 millions de forints. Lors d'une autre vente aux enchères à Londres, il a atteint ce prix en 2001. En mai 2008, un Ancien Testament en bon état a été vendu aux enchères pour 2,2 millions de forints. En 1981, 28 000 exemplaires ont été réimprimés.
Une copie est exposée dans l'église de Vizsoly depuis octobre 1940. Après que plusieurs pages ont été volées, le livre a été mis en sécurité dans une vitrine en verre. En février 2002, il a été de nouveau volé puis retrouvé en septembre 2003 dans un bâtiment à l'abandon à Komárno, en Slovaquie. Il est occasionnellement prêté pour des expositions.
Ci-dessous figure la liste des bibliothèques et des institutions possédant un exemplaire de la Bible de Vizsoly. Plusieurs d'entre eux peuvent être consultés sur demande.
Hongrie
- Budapest, Bibliothèque nationale Széchényi (3 exemplaires)
- Budapest, Bibliothèque de l'Académie hongroise des sciences (4, trois d'entre elles ont environ 10 % du livre manquant, tandis qu'une est un fragment dont moins de 50 % est intact)
- Budapest, Bibliothèque de l'ELTE (1)
- Debrecen, Bibliothèque du diocèse protestant de Tiszántúl (2, une troisième a été vendue illégalement dans les années 1950)
- Debrecen, Université et Bibliothèque nationale (1, incomplet, transféré de la Bibliothèque nationale de Széchényi en 1956)
- Kalocsa, Bibliothèque de l'archidiocèse de Kalocsa (1, Ancien Testament uniquement)
- Kecskemét, Bibliothèque du Diocèse de Kecskemét (1)
- Miskolc, église des Minorites
- Sárospatak, Bibliothèque de la collection ecclésiastique catholique romaine [14]
- Sárospatak, Bibliothèque du Collège Protestant
- Sopron, Archives de l'Église luthérienne
- Szegé
- Vizsoly, église protestante (1)

Roumanie
- Alba Iulia (2)
- Cluj-Napoca, Bibliothèque de l'Académie
- Cluj-Napoca, Bibliothèque Universitaire
- Sighetu Marmației
- Târgu Mureș

Slovaquie
- Bratislava, Ústredná knižnica Slovenskej akadémie en lice (1, Ancien Testament uniquement)
- Bratislava, académie
- Bratislava, université
- Jasov
- Kosice, Štátna vedecká knižnica (2, l'authenticité de l'un d'eux est débattue)
- Oponice
- Prešov
- Rožňava
- Sabinov
- Topoľčianky

Autre
- Olmutz (2)
- Vienne (1)
- Copenhague, Bibliothèque royale, Danemark (1)